# Accent grave
Het accent grave (Latijn: gravis, zwaar), ook bekend als backtick, in de drukkerij kort met graaf aangeduid, is het streepje op een letter dat van linksboven naar rechtsonder wijst. Het wordt in het Nederlands op een klinker geplaatst als deze anders moet worden uitgesproken en dat niet uit het zinsverband blijkt. Het is een diakritisch teken.
Enkele voorbeelden zijn: à, hè, carrière, crème, caissière.
Wanneer het streepje andersom staat (zoals bij café) praten we over het accent aigu.
Sinds de spellingwijziging van 1995 wordt vrijwel uitsluitend het accent aigu gebruikt ter benadrukking; het gaat hier namelijk niet om de uitspraak, maar om het benadrukken van een woord. Voor 1995 werd het accent grave ook wel gebruikt om korte lettergrepen te benadrukken.

## In andere talen
- Het Frans kent een accent grave met twee functies. Het accent grave heeft een klankonderscheidende functie bij het grafeem e en onderscheidt è [ɛ] van é [e] en e [ə]. è en ê zijn tevens homofoon, uitgesproken als [ɛ]. Het accent grave heeft ook een betekenisonderscheidende functie in de volgende twee gevallen: 1. à [a] (vertaling: aan/in) en a [a] (vertaling: heeft) en 2. où [u] (vertaling: waar) en ou [u] (vertaling: of) . De homografie gecombineerd met de homofonie zouden anders tot ambiguïteit leiden. Het gebruik van het accent grave zorgt hierbij voor geen enkel verschil in uitspraak met het variant zonder accent grave.
- Het Schots-Gaelisch gebruikt de accent grave om onderscheid te maken tussen lange en korte klinkers. Het komt overeen met de síneadh fada in het Iers.
- Het pinyin-transcriptiesysteem voor het Mandarijn gebruikt het accent grave om de vierde toon mee aan te geven.